# Manuel Rico Sarompas
Manuel Rico Sarompas (Melilla, 1 de enero de 1937 - Madrid, 1 de diciembre de 2014) fue un químico y profesor investigador español, destacado en sus avances sobre las aplicaciones de la resonancia magnética nuclear (RMN), trabajos por los que obtuvo en 2003 el Premio Nacional de Investigación Enrique Moles.

## Biografía
Licenciado en Ciencias Químicas por la Universidad Complutense de Madrid, obtuvo el doctorado en la misma universidad con una tesis sobre la espectroscopía vibracional. Realizó su estancia postdoctoral en el Imperial College donde se especializó en técnicas de resonancia magnética nuclear. Al volver a España se estableció en el Instituto de Química-Física Rocasolano del CSIC. Allí se puso a cargo del primer espectrómetro de RMN que había en España y desarrolló una doble labor: por una parte, la investigación destinada a obtener parámetros magnéticos precisos y las aplicaciones biológicas de la RMN y, por otra, a la difusión de las distintas técnicas entre sus colegas, favoreciendo la extensión de los conocimientos sobre la materia. Fue el primer investigador que determinó por RMN en España la estructura tridimensional de una proteína, la ribonucleasa A y, a partir de entonces, se centró en la aplicación de la RMN para resolver las estructuras tridimensionales de otras proteínas y ácidos nucleicos. Como formador y divulgador, participó en los foros, seminarios y encuentros científicos más notables en España, fue miembro de diversas sociedades científicas y creador de la Red Nacional de Estructura y Función de Proteínas que ayuda, también, a la formación de estudiantes.
Fue galardonado con la Medalla de la Real Sociedad Española de Química (2002) y el Premio Nacional de Investigación Enrique Moles en 2003 por sus aportaciones a la resonancia magnética nuclear, en concreto «por sus relevantes méritos científicos y por el impacto en el ámbito internacional de sus contribuciones de la aplicación de la Resonancia Magnética Nuclear en las áreas, entre otras, de los productos naturales y las proteínas».